# Ermedàs (Garrigàs)
Ermedàs és una entitat de població del municipi altempordanès de Garrigàs. El 2005 tenia 15 habitants. És a la confluència entre el riu Fluvià i la riera d'Àlguema.
El 1846 el poble d'Ermedàs conjuntament amb Vilajoan, i a la vegada que Arenys d'Empordà i Tonyà, va ser incorporat al municipi de Garrigàs.
Hi ha l'Església de Santa Maria, de principis del segle xi, característica de l'arquitectura religiosa de l'alta edat mitjana dins dels comtats catalans nord-orientals anteriors a la influència llombarda. Aquesta posseeix una sola nau coberta d'una volta en cintra reforçada per dos arcs tòrics. L'absis, separat de la nau per un arc triomfal, és en forma de ferradura i és coberta d'una volta en quart d'esfera ultrapassada. A l'entrada del veïnat hi ha Can Marisc.

## Referències

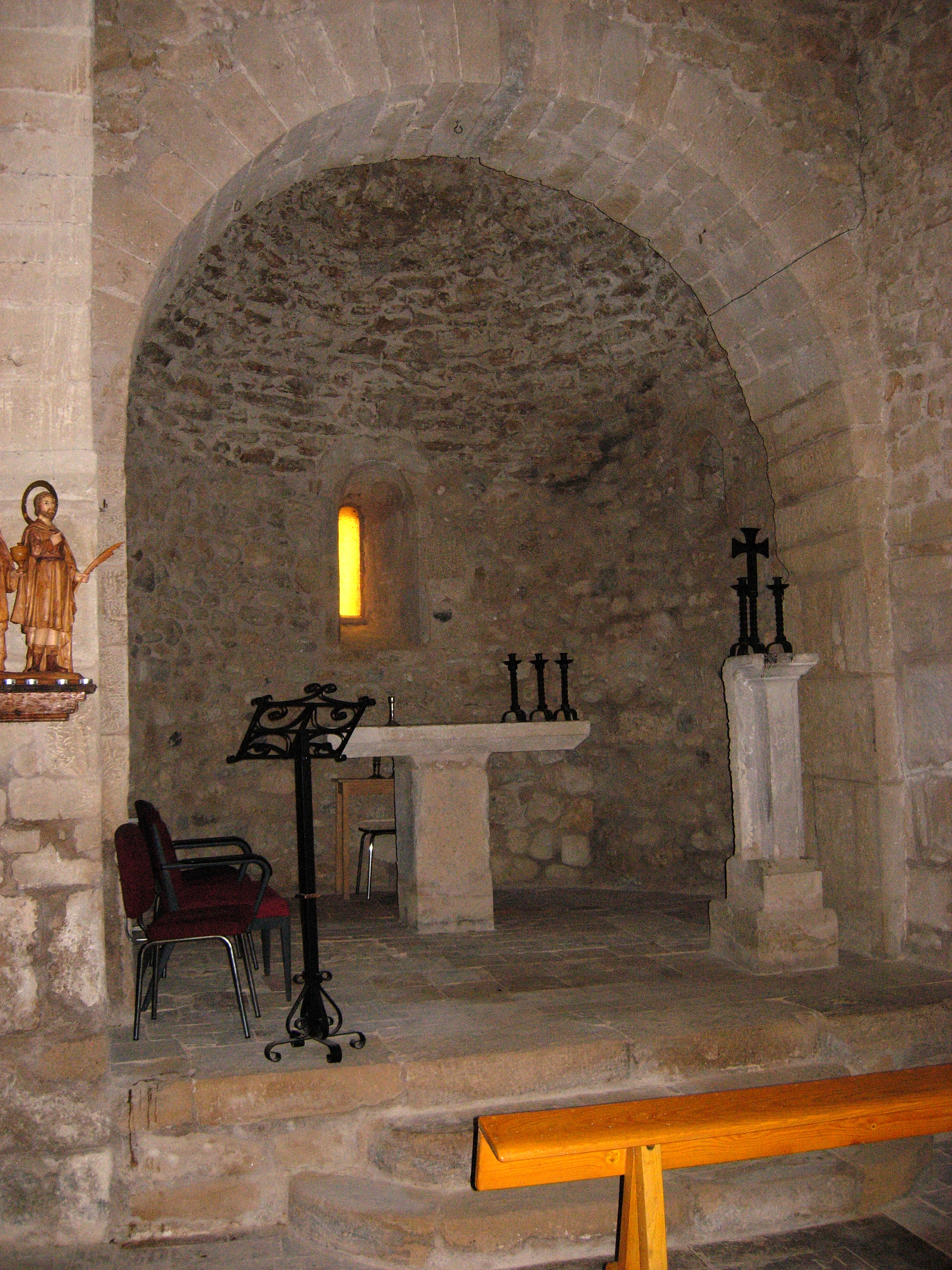
Capçalera
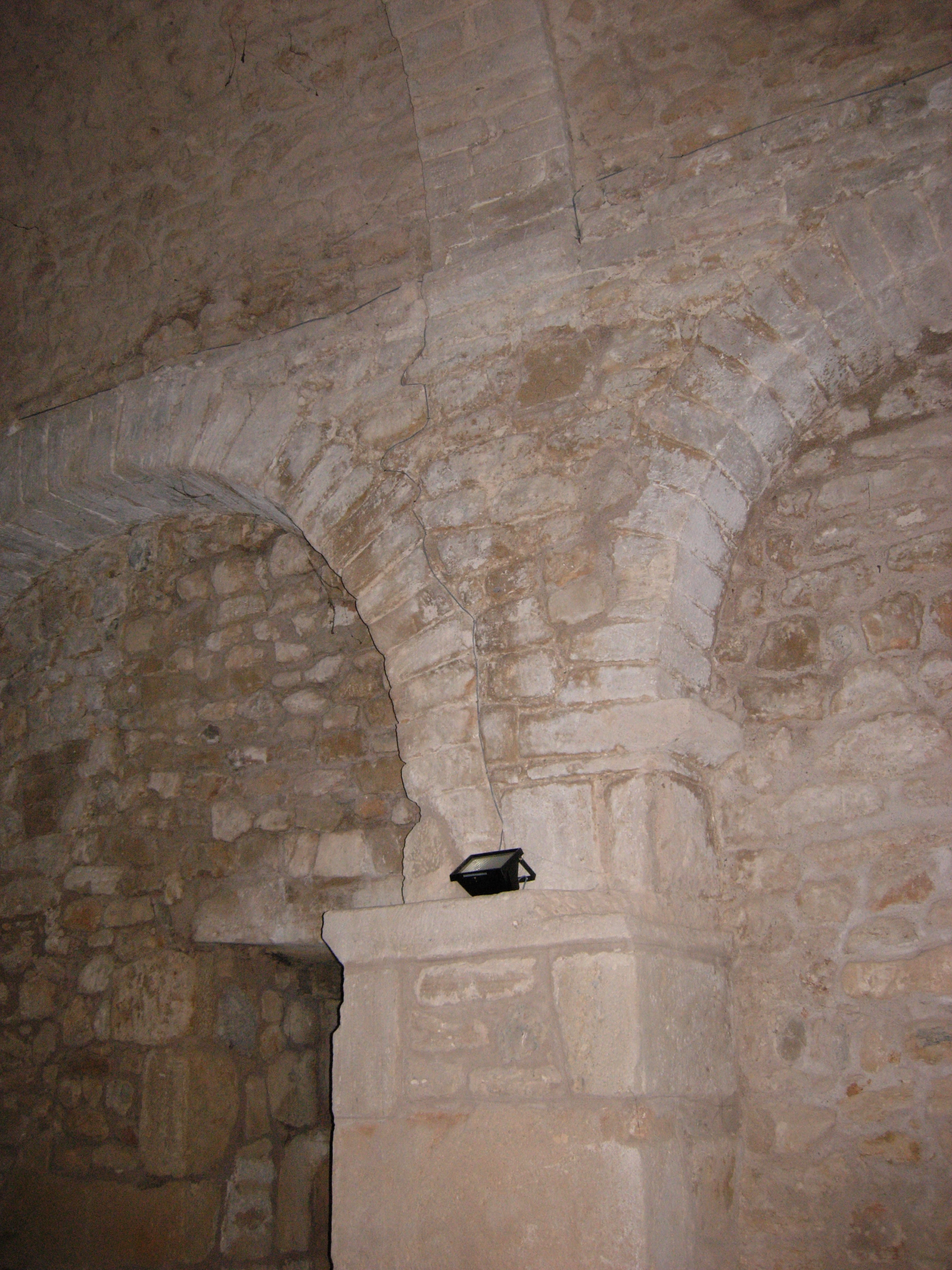
Arcs